# Laura Marano
Laura Marie Marano (n. 29 noiembrie 1995) este o actriță și cântăreață americană. Ea este cel mai bine cunoscută pentru rolurile sale în Are You Smarter than a 5th Grader?, Back to You și serialul hit de pe Disney Channel, Austin & Ally. Ea o să apară într-un nou film, A Sort of Homecoming, unde va juca rolul principal. Marano va apărea într-un nou film de pe Disney Channel în 2015, numit Bad Hair Day cu Leigh-Allyn Baker (din Baftă Charlie), unde va juca personajul principal, Sue. Laura a apărut de asemenea, într-un episod din Liv și Maddie, unde a interpretat-o pe Emmy „Colți” Wulfert.
Laura are o soră mai mare, Vanessa Marano, care este și ea actriță.

## Viața personală
Marano s-a născut în Los Angeles, California, Statele Unite ale Americii și este fiica profesorului de colegiu Damiano Marano și a fostei actrițe Ellen Marano. Marano are și o soră mai mare, Vanessa Marano, care este și ea actriță. Tatăl sau este de origine italiană. Mama sa, Ellen, este proprietara Agoura Children's Theatre.
Marano a spus că ea a urmat o școală și un liceu obișnuit toată viața sa, și nu a învățat pe platoul serialului Austin & Ally, în care este protagonistă. Marano a absolvit liceul pe data de 31 mai 2014.

## Carieră

### Cariera de actriță
Marano a primit primul său rol când avea cinci ani. De atunci, a lucrat în diferite producții la Stage Door Theater. Ea a apărut în numeroase reclame și a avut roluri minore în Ghost Whisperer, Medical Investigation, Huff and Joan of Arcadia. Rolurile sale mai importante au fost în serialul Without a Trace și alte seriale. Vocea lui Marano a fost auzită în filmele În căutarea lui Nemo și Ice Age: The Meltdown. Marano a interpretat versiunea de copil a personajului lui Keira Knightley în filmul The Jacket și a avut un mic rol într-un flashback în filmul Superbad. A fost o participantă obișnuită în game show-ul Are You Smarter Than a 5th Grader? pe canalul FOX. De asemenea, Marano a jucat-o pe Gracie Carr în serialul original de pe FOX, Back to You.
De atunci, Marano a apărut în unele episoade din The Sarah Silverman Program. A fost aleasă să apară în episodul pilot „Batteries” ca versiunea de copil a lui Sarah Silverman, iar scriitorilor le-a plăcut așa de mult de ea încât au decis să o aducă înapoi, de data aceasta oferindu-i un rol mai mare; ea a jucat o fată pe care Sarah o ajută să câștige un concurs de frumusețe (episodul „Not Without My Daughter”). Pe commentary track-ul de pe DVD, Brian Posehn a spus că Marano știa replicile celorlalți chiar mai bine decât ei însâși. Marano a apărut și în serialul Dexter, unde a jucat versiunea mai tânără a lui Debra Morgan. A interpretat versiunea mai tânără a unui personaj jucat de Diana Scarwid, Alice Shaw, sora lui Angela Petrelli, în Heroes. Marano este cel mai bine cunoscută pentru rolul său ca Ally Dawson în serialul original difuzat pe Disney Channel, Austin & Ally, în care este protagonistă (cu Ross Lynch, Raini Rodriguez și Calum Worthy. Ea a apărut de asemenea în serialul Liv și Maddie, în episodul „Howl-A-Rooney”, unde a interpretat-o pe Emmy „Colți” Wulfert. În 2014, a fost confirmat că Marano va fi protagonista unui noi film original de pe Disney Channel, numit Bad Hair Day, în care o va juca pe Sue.

### Cariera de cântăreață
În 2013 Marano a înregistrat patru cântece solo și un duet cu Ross Lynch pentru serialul Austin & Ally, cântecele sunt pe al doilea album al serialului, Austin & Ally: Turn It Up. „Me and You” a ajuns pe locul 13 pe Billboard Kid Digital Songs în Statele Unite ale Americii, înainte să ajungă numărul 6, cântecul a rămas pe chart timp de 11 săptămâni. „Redial” a ajuns pe locul 19, după care s-a ridicat pr locul 18, stând 4 săptămâni pe chart.
Mai târziu în 2013, Marano a înregistrat un duet cu Ross Lynch intitulat „I Love Christmas” pentru Austin & Ally și al treilea album Disney Channel cu cântece de Crăciun, Disney Holidays Unwrapped. „I Love Christmas” a debutat pe Billboard Holiday Digital Songs pe locul 50. În 2014, Marano a apărut în videoclipul muzical pentru cântecul „Somebody To You” de formația The Vamps, cu Demi Lovato.

## Filantropie
În august 2013, Marano a fost numită „2013 UNICEF's Trick-or-Treat for UNICEF Ambassador”, care îi încuraja pe copii să strângă bani în ziua de Halloween pentru a ajuta copii în jurul lumii. Despre campanie Laura a spus: „I'm so excited to celebrate Halloween this year by encouraging kids to support UNICEF's lifesaving work. The Trick-or-Treat for UNICEF campaign is a fun, easy way for kids to learn about world issues and to help other kids who are less fortunate.” („Sunt atât de entuziasmată să celebrez Halloween-ul anul acesta încurajând copii să sprijine munca UNICEF-ului. Campania „Trick-or-Treat for UNICEF” este un mod distractiv și ușor pentru copii să învețe despre problemele lumii și să ajute copii nevoiași.”
În august 2014 Marano a fost ambasadoare pentru campania Disney and Birds Eye Vegetables – „Step up to the plate”. Scopul campaniei este să strângă numărul de copii care mănâncă legume în Statele Unite.

## Filmografie
| An   | Titlu                               | Rol                 | Note                               | Ref.          |
| ---- | ----------------------------------- | ------------------- | ---------------------------------- | ------------- |
| 2003 | În căutarea lui Nemo                | voci suplimentare   |                                    | [ 12 ] [ 13 ] |
| 2005 | The Jacket                          | tânăra Jackie       |                                    |               |
| 2006 | Epoca de gheață 2: Dezghețul        | voci suplimentare   |                                    |               |
| 2007 | Superbad                            | tânăra Becca        |                                    |               |
| 2015 | A Sort of Homecoming                | tânăra Amy          |                                    |               |
| 2015 | Alvin și veverițele: Marea aventură | babysitter la hotel |                                    | [ 14 ] [ 15 ] |
| 2017 | Lady Bird                           | Diana Greenway      |                                    |               |
| 2019 | The Perfect Date                    | Celia Lieberman     | lansare Netflix                    |               |
| 2019 | Saving Zoë                          | Echo                | și producătoare                    |               |
| 2019 | A Cinderella Story: Christmas Wish  | Kat Decker          | film direct-pe-video               |               |
| 2020 | Un tataie de coșmar                 | Mia Decker          |                                    |               |
| 2022 | The Royal Treatment                 | Isabella "Izzy"     | lansare Netflix și co-producătoare | [ 16 ]        |
| 2023 | Choose Love                         | Cami Conway         | lansare Netflix                    | [ 17 ] [ 18 ] |
| TBD  | Last Train to Fortune               |                     | post producție                     |               |
| TBD  | Borderline                          |                     | post producție                     |               |
| TBD  | Original Sound                      | Ryan Reed           | post producție                     |               |

### Televiziune
| An      | Titlu                              | Rol                                        | Note |
| ------- | ---------------------------------- | ------------------------------------------ | --- |
| 2003–06 | Without a Trace                    | Kate Malone                                | Rol recurent (Sezoanele 2-4)                                                                                              |
| 2004    | Joan din Arcadia                   | Emily                                      | „Night without Stars” (Sezonul 1, Episodul 15)                                                                            |
| 2005    | Medical Investigation              | Brooke Beck                                | „Tribe” (Sezonul 1, Episodul 13)                                                                                          |
| 2005–08 | The X's                            | Scout Y                                    | Voce |
| 2006    | Ghost Whisperer                    | Audrey                                     | „Friendly Neighborhood Ghost” (Sezonul 1, Episodul 13)                                                                    |
| 2006    | Huff                               | Amelia                                     | „Black Shadows” (Sezonul 2, Episodul 12)                                                                                  |
| 2006    | Dexter                             | Tânăra Debra                               | „Let's Give the Boy a Hand” (Sezonul 1, Episodul 4) „Father Knows Best” (Sezonul 1, Episodul 9)                           |
| 2007    | Are You Smarter Than a 5th Grader? | Ea însăși / Juriu / Mentor                 | Sezonul 1 |
| 2007–08 | Back to You                        | Gracie Carr                                | Rol principal |
| 2007–10 | The Sarah Silverman Program        | Heather Silverman / Tânăra Sarah Silverman | Rol recurent |
| 2008    | Ni Hao, Kai-Lan                    | Mei Mei                                    | „Kai-Lan's Trip to China - Part 1” (Sezonul 1, Episodul 119) „Kai-Lan's Trip to China - Part 2” (Sezonul 1, Episodul 120) |
| 2008    | Gary Unmarried                     | Louise Brooks                              | „Pilot” (Sezonul 1, Episodul 1) „Gary Gets Boundaries” (Sezonul 1, Episodul 2)                                            |
| 2009    | Heroes                             | Tânăra Alice Shaw                          | „1961” (Sezonul 3, Episodul 23)                                                                                           |
| 2009    | Little Monk                        | Verișoara Lauren                           | „Little Monk and the Monk Cousin” (Sezonul 1, Episodul 5)                                                                 |
| 2010    | True Jackson, VP                   | Molly                                      | „Little Buddies” (Sezonul 2, Episodul 7)                                                                                  |
| 2010    | Telepathic                         | Marsha                                     | Episod pilot de pe Nickelodeon nedifuzat                                                                                  |
| 2010    | FlashForward                       | Tânăra Tracy                               | „Blowback” (Sezonul 1, Episodul 13)                                                                                       |
| 2010    | Childrens Hospital                 | Haley                                      | „Frankfurthers. Allman Brothers. Death, Frankfurters” (Sezonul 2, Episodul 7)                                             |
| 2011–16 | Austin & Ally                      | Ally Dawson                                | Rol principal; serial de pe Disney Channel                                                                                |
| 2012    | Jessie                             | Ally Dawson                                | „Austin & Jessie & Ally: All Star New Year” (Sezonul 2, Episodul 6)                                                       |
| 2014    | Viața în acvariu                   | Fată hamster #2                            | Voce; „Algae Day” (Sezonul 3, Episodul 14)                                                                                |
| 2014    | Liv și Maddie                      | Emmy „Colți” Wulfert                       | „Howl-A-Rooney” (Sezonul 1, Episodul 16)                                                                                  |
| 2015    | Riley și restul lumii              | Ally Dawson                                | ,,Girl meets World of Terror 2"(Sezonul 2,Episodul 18)                                                                    |

## Discografie

### Single-uri promoționale
| „Words”                                                                                                  | 2010 | —  | —  | N/A                         |
| „I Love Christmas” (cu Ross Lynch)                                                                       | 2013 | —  | 50 | Disney Holidays Unwrapped   |
| „Me and You”                                                                                             | 2013 | 6  | —  | Austin & Ally: Turn It Up   |
| „Redial”                                                                                                 | 2013 | 18 | —  | Austin & Ally: Turn It Up   |
| „The Me That You Don't See”                                                                              | 2014 | 18 | —  | Disney Channel Play It Loud |
| "—" arată că cântecul nu a ajuns pe niciun loc pe chart sau cântecul nu a fost lansat pe acel teritoriu. |      |    |    |                             |

### Alte apariții
| Cântec                            | An   | Alți artiști                  | Album                                       |
| --------------------------------- | ---- | ----------------------------- | ------------------------------------------- |
| „Poop Song”                       | 2010 | Sarah Silverman               | From Our Rears to Your Ears                 |
| „Shine”                           | 2012 | N/A                           | Disney Fairies: Faith, Trust and Pixie Dust |
| „Me and You”                      | 2013 | N/A                           | Austin & Ally: Turn It Up                   |
| „Parachute”                       | 2013 | N/A                           | Austin & Ally: Turn It Up                   |
| „Redial”                          | 2013 | N/A                           | Austin & Ally: Turn It Up                   |
| „Finally Me”                      | 2013 | N/A                           | Austin & Ally: Turn It Up                   |
| „You Can Come to Me”              | 2014 | Ross Lynch                    | Disney Channel: Play It Loud                |
| „The Me That You Don't See”       | 2014 | N/A                           | Disney Channel: Play It Loud                |
| „Austin & Ally Glee Club Mash Up” | 2014 | Distribuția din Austin & Ally | Disney Channel: Play It Loud                |

## Premii și nominalizări
| An   | Premiu              | Categorie                 | Nominalizare   | Rezultat     | Ref.   |
| ---- | ------------------- | ------------------------- | -------------- | ------------ | ------ |
| 2014 | Teen Choice Awards  | Choice TV Actress: Comedy | Austin & Ally  | Nominalizare | [ 21 ] |
| 2016 | Kid's Choice Awards | The best actress          | "Laura Marano" | Câștigat     | [ 22 ] |